# Mohammad Reza Aref

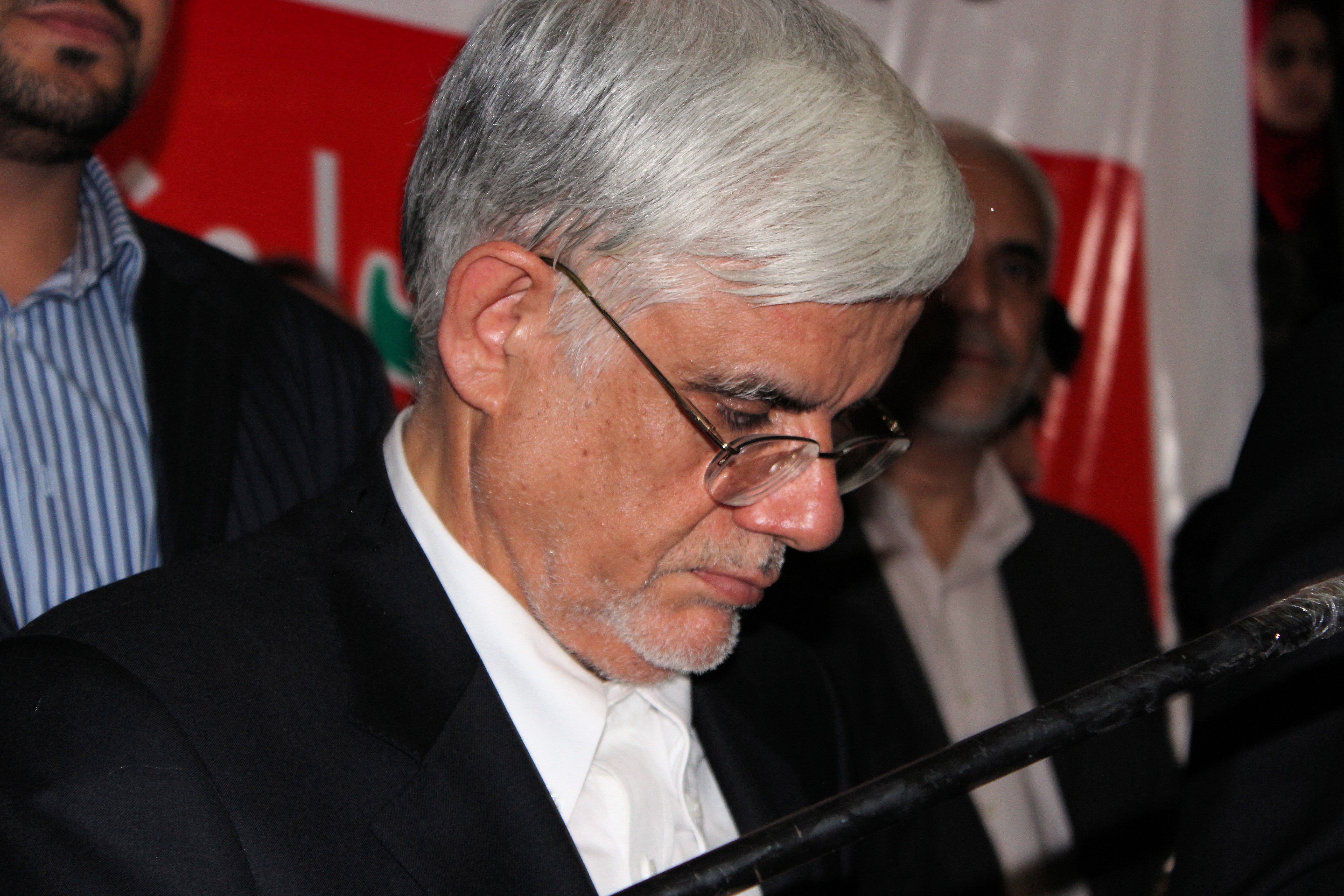
Mohammad Reza Aref

Mohammad Reza Aref lyssna (fil); (persiska: محمدرضا عارف), , född 19 december 1951 i Yazd, är en iransk politiker och akademiker. Han var förste vice talman 2001-2005 under president Mohammad Khatami. Han har tidigare tjänstgjort som kommunikationsminister i Khatamis första koalitionsregering. Han är medlem av Högsta rådet för kulturrevolutionen. Han är också elingenjör och professor vid universitetet i Teheran och Sharif University of Technology. Han var en av kandidaterna i presidentvalet 2013 men drog tillbaka sin kandidatur den 11 juni för att ge det reformistiska lägret en bättre chans att vinna.